# Пикульник двунадрезанный
Пику́льник двунадре́занный, или Пикульник двунадре́зный, или Пикульник двурасщеплённый, или Пикульник выемчатогу́бый (лат. Galeópsis bífida) — вид цветковых растений рода Пикульник (Galeopsis) семейства Губоцветные (Lamiaceae).

## Ботаническое описание

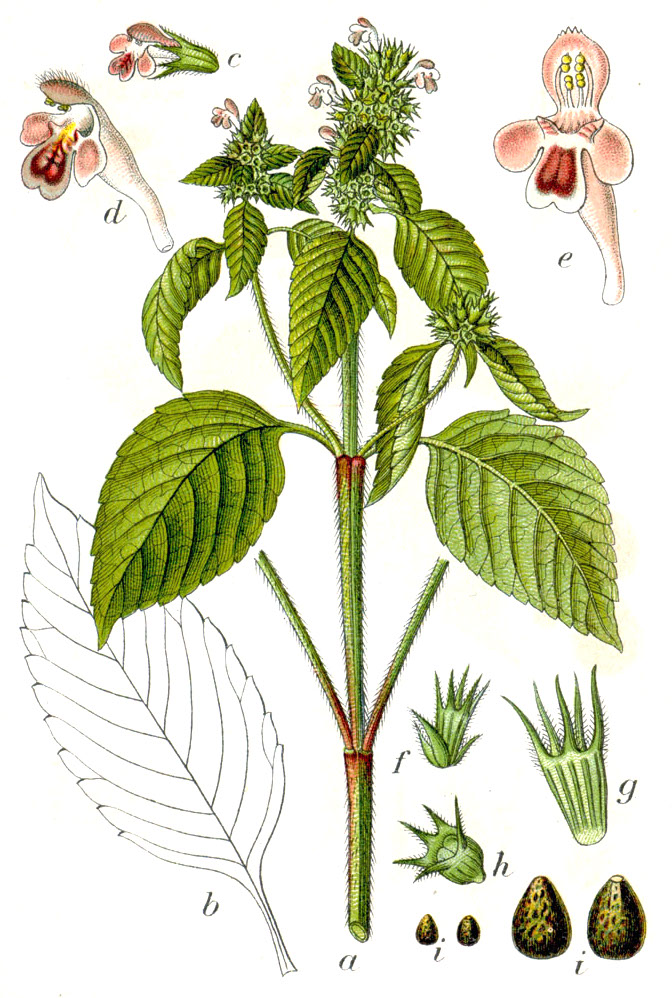

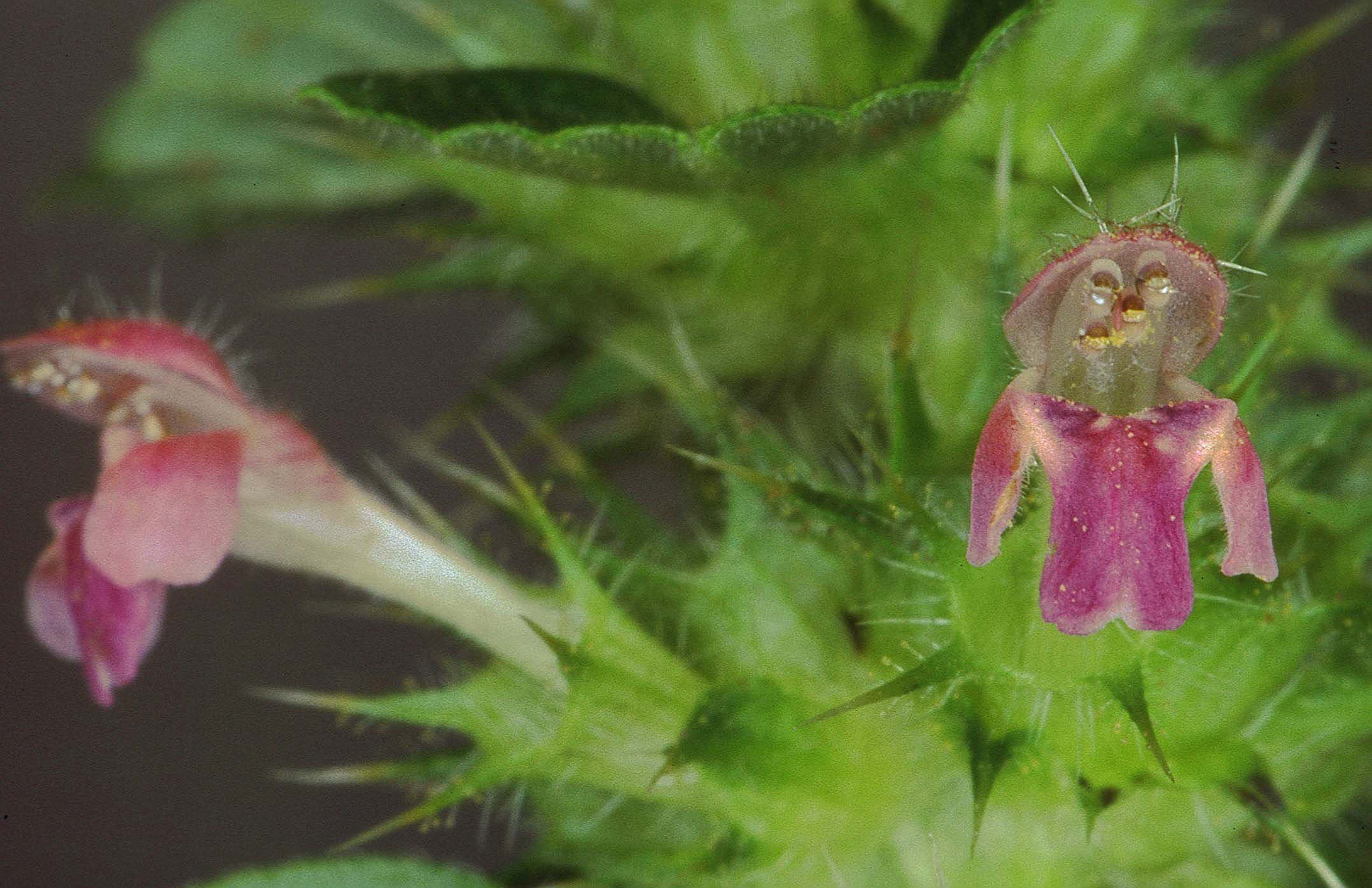
Цветки

### Вегетативные органы
Однолетнее травянистое растение высотой 20—50 см, по внешнему виду напоминает пикульник обыкновенный (Galeopsis tetrahit). Его часто путают и с некоторыми другими губоцветными: мятой полевой (Mentha arvensis), змееголовником мелкоцветковым (Dracocephalum parviflorum), Stachys pilosa. Стебель ветвящийся, крепкий, обычно без железистых волосков и с щетинистыми волосками в узлах. Листья продолговато-яйцевидные, зубчатые, густоопушённые, на слабоопушённом черешке.

### Генеративные органы
Чашечка зубчатая, зубцы обычно доходят до окончания трубки венчика. Нижняя губа приблизительно 10 мм длиной, вытянутая, обычно с вырезом, скручена кзади, на конце тёмно-пурпурного или фиолетового цвета. Имеются два жёлтых пятна, остальная часть венчика белая или розовая, редко жёлтая.
Цветение в июне — сентябре.
Плод — орешек. Орешки трёхгранные, к вершине широко-округлые, сужающиеся к основанию, гладкие, блестящие, тёмно-серые с чёрным «мраморным» рисунком. Одно растение образует до 10 000 орешков, которые сохраняют всхожесть в почве до 14 лет.
Самоопыляющееся растение; плоды распространяются млекопитающими, застревая в шерсти (зоохория). Прорастание начинается с момента попадания семени в почву и длится до месяца.

## Распространение и экология

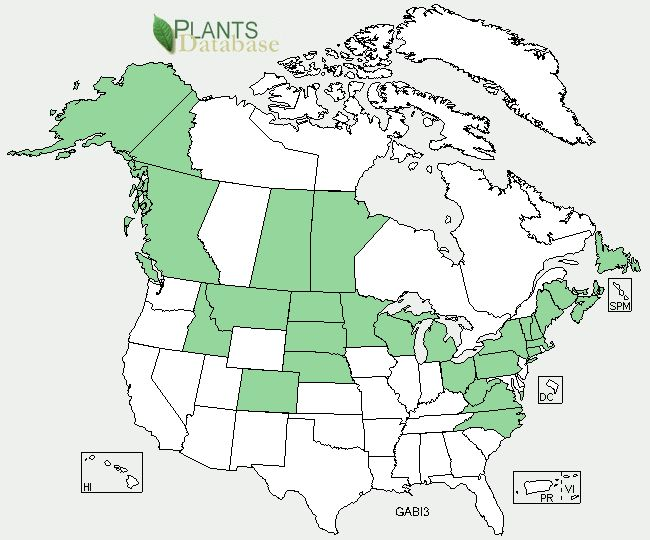
Распространение пикульника двунадрезанного в Северной Америке

Пикульник двунадрезанный произрастает в Центральной и Северной Европе, а также в Северной и Западной Азии (Малая Азия, Монголия, Япония, Корея). Встречается на севере и в центральной части Балкан. Также был занесён в Северную Америку. Также был акклиматизирован в Новой Зеландии и на Канарских островах. На территории бывшего СССР в его ареал входят европейская часть и Кавказ, Западная и Восточная Сибирь, Дальний Восток, северные районы Средней Азии.
Произрастает как сорное растение, на полях, по обочинам дорог, на просеках. Предпочитает бедные известью, влажные, плодородные, нейтральные, торфянистые или песчаные почвы. Особенно пышно разрастается на местах с редким травостоем, густой травяной покров его угнетает.

## Хозяйственное значение и применение
Сорное растение, засоряет посевы зерновых, особенно яровых, и пропашных культур, многолетние травы.
Медицинского применения растение не имеет, но масло, получаемое из его семян, используется для протирки обуви.
Растение крайне ядовито, может даже вызвать паралич.
В ряде штатов США (Манитоба, Альберта, Квебек, некоторые районы Аляски) вид признан инвазивным.

## Классификация

### Таксономия
Galeopsis bifida Boenn., 1824, Prodr. Fl. Monast. Westphal. : 178
Вид Пикульник двунадрезанный относится к роду Пикульник (Galeopsis) семейства Яснотковые (Lamiaceae) порядка Ясноткоцветные (Lamiales), который последовательно входит в вышестоящие клады Ламииды → Астериды → Суперастериды → Эвдикоты → Цветковые растения. Таксономическая схема в соответствии с Системой APG IV по состоянию на декабрь 2023 года:
|  |                          |  |                                   |                                   |                      |  | еще 23 семейства | еще 23 семейства |                              |  |  |  | еще 16 подтвержденных видов и 15 видов, ожидающих подтверждения |
|  |                          |  |                                   |                                   |                      |  | еще 23 семейства | еще 23 семейства |                              |  |  |  | еще 16 подтвержденных видов и 15 видов, ожидающих подтверждения |
|  |                          |  |                                   | порядок Ясноткоцветные            |                      |  |                  |                  | род Пикульник                |  |  |  |                                                                 |
|  |                          |  |                                   | порядок Ясноткоцветные            |                      |  |                  |                  | род Пикульник                |  |  |  |                                                                 |
|  | клада Цветковые растения |  |                                   |                                   | семейство Яснотковые |  |                  |                  | вид Пикульник двунадрезанный |  |  |  |                                                                 |
|  | клада Цветковые растения |  |                                   |                                   | семейство Яснотковые |  |                  |                  |                              |  |  |  |                                                                 |
|  |                          |  | ещё 63 порядка цветковых растений | ещё 63 порядка цветковых растений |                      |  |                  | еще 267 родов    | еще 267 родов                |  |  |  |                                                                 |
|  |                          |  |                                   | ещё 63 порядка цветковых растений |                      |  |                  |                  | еще 267 родов                |  |  |  |                                                                 |

### Синонимы
- Galeopsis bifida var. emarginata Nakai
- Galeopsis pallens Briq.
- Galeopsis pernkofferi Wettst.
- Galeopsis tetrahit subsp. bifida (Boenn.) Nyman
- Galeopsis tetrahit var. bifida (Boenn.) Lej. & Courtois
- Galeopsis tetrahit var. bifida (Boenn.) Kudô
- Galeopsis tetrahit var. parviflora Benth.